# Tipula (Beringotipula) madera
Tipula (Beringotipula) madera is een tweevleugelige uit de familie langpootmuggen (Tipulidae). De soort komt voor in het Nearctisch gebied.